# ابیناهول
ابیناهول (به لاتین: Abbinahole) یک روستا در هند است که در کارناتاکا واقع شده‌است.